# Ruud Krol
Rudolf Jozef Krol, född 24 mars 1949 i Amsterdam, är en nederländsk före detta fotbollsspelare och fotbollstränare.
Ruud Krol inledde sin karriär i Ajax under legendariske tränaren Rinus Michels, och spelade vänsterback i det lag som gick till final i Europacupen 1969. Krol missade dock finalen på grund av ett brutet ben. I gengäld var han med om att vinna Europacupen med Ajax tre år i rad, 1971 till 1973. Medan flera av hans lagkamrater, såsom Johan Cruyff och Johan Neeskens, lämnade Ajax, stannade Krol kvar i klubben ända till 1980. Han flyttade till NASL för att spela i Vancouver Whitecaps, men stannade bara i en säsong. Han flyttade tillbaka till Europa och skrev på för italienska Napoli, där han spelade i fyra säsonger. Krols sista klubb innan han lade skorna på hyllan var franska Cannes, där han spelade fram till 1986.
Krol gjorde landslagsdebut för Nederländerna mot England 1969, och spelade 83 landskamper fram till och med 1983. Han var en viktig kugge i den nederländska totalfotbollen under 1970-talet, och kunde spela på alla positioner i försvaret och på mittfältet. I VM 1974, där Nederländerna nådde finalen, spelade Krol vänsterback, och några av hans prestationer man minns var förspelet till Cruyffs mål mot Brasilien och ett 25-metersskott mot Argentina. Nederländerna föll dock på mållinjen, då de förlorade med 1–2 mot värdlandet Västtyskland i finalen.
Vid VM i Argentina 1978 hade Krol bytt till en liberoposition och tagit över lagkaptensbindeln efter Johan Cruyff, som inte längre spelade i landslaget. Återigen gjorde Krol en bra turnering, men kunde inte förhindra att Nederländerna förlorade sin andra VM-final i rad, den här gången 1–3 mot värdlandet Argentina.
Krol var Nederländernas lagkapten även i EM 1980, men den här gången åkte man ut redan i gruppspelet. Nederländerna misslyckades att kvalificera sig till VM 1982, och Krol spelade sin sista landskamp 1983, en 1–0-förlust i EM-kvalet mot Spanien. Hans nederländska rekord på 83 landskamper överträffades av Aron Winter under EM 2000.
Efter spelarkarriären har Krol verkat som tränare. Han har varit förbundskapten för Egypten och assisterande förbundskapten för Nederländerna (under Louis van Gaal) samt assisterande tränare i Ajax (under Ronald Koeman). Under 2005 var han tillfällig huvudtränare i Ajax, efter att Koeman avgått.